# Pseudomys gouldii
Pseudomys gouldii — вид гризунів, що мешкав у східній внутрішній Австралії. Вважався вимерлим з кінця XIX ст. до 2021 року. Сучасні представники населять острів у затоці Шарк. Свою видову назву дістав на честь британського натураліста Джона Ґульда. Наукова назва Pseudomys gouldii в перекладі буквально означає псевдомиша Ґульда.
Цей вид дещо менший за чорного пацюка, цілком соціальна тварина, що мешкає в невеликих групах у м'яких, застелених сухою травою гніздах, облаштованих у норі. Вони зазвичай риють нори на глибині 15 см під кущами. Маса вимерлих представників сягала 90 г., сучасних 50 г.
Псевдомиша Ґульда перед прибуттям європейців на континент була досить поширеною та звичною твариною, популяція якої швидко почала скорочуватися після 1840 року. Причиною зникнення, можливо, були свійські коти, завезені європейськими переселенцями. Інша версія: цей вид не витримав конкуренції інтродукованих пацюків і мишей та вимер від хвороби, завезеної з іншими видами. Останні екземпляри зібрали в 1856-57 рр.
У червні 2021 року група дослідників, очолювана Емілі Ройкрофт, виявила що псевдомиша Ґульда генетично ідентична гризуну джунґарі (djoongari), також відомому як миша Акулячої затоки (Shark Bay mouse) чи Pseudomys fieldi, що мешкає на острові затоки Шарк в південно-західній частині Австралії.